# Campo de hielo Homathko
El campo de hielo Homathko es un campo de hielo en la Columbia Británica, Canadá. Llamado oficialmente Homathko Snowfield desde 1950 hasta que se adoptó el nombre actual en 1976. Es uno de los mayores campos de hielo en la mitad sur de las montañas de la Costa, con una superficie de más de 2000 km². Está situado entre el lago Chilko y el río Homathko, y se encuentra al otro lado del Gran Cañón de ese río, al este de la cordillera de Waddington. Aunque es adyacente al monte Reina Bess, el campo de Hielo Homathko es en gran parte una extensión de hielo, de unos 30 km de ancho, rodeada por picos relativamente menores y se distingue, en relación con los otros campos de hielo de las montañas Costeras, por la falta de otras cumbres más elevadas. El casquete glaciar Lillooet y el Compton Névé, ambos de tamaño similar al campo de hielo Homathko pero mucho más poblados de picos, se encuentran al sudeste del campo de hielo Homathko, a través del río Southgate, que se curva alrededor del flanco sur del macizo de hielo para llegar a la cabecera de la ensenada de Bute, adyacente a la desembocadura del río Homathko. El campo de hielo es esencialmente una gran meseta montana de hielo entre esos dos ríos.
La cumbre más alta del campo de hielo es el monte Grenville, situado en su extremo sur. Entre otros montañas destacan los picos Plateau, Cambridge, Cloister y Galleon y, en su noroeste, con vistas al lugar de la batalla inicial de la guerra de Chilcotin, el pico Klattasine, llamado así por el líder de la guerra Tsilhqot'in. Justo al noreste del campo de hielo está el monte Reina Bess, la segunda cumbre más alta de la cordillera del Pacífico, y al este del campo de hielo está el monte Good Hope; cerca de él, y dentro del campo de hielo, hay picos cuyos nombres continúan el tema isabelino —Burghley, Howard y Walsingham—, llamados así por los soldados y estadistas de esa época.
Homathko es una derivación de Homalco u Homalhco u Homalhko, que son un subgrupo del pueblo Mainland Comox cuyo territorio incluye las ensenadas de Bute y Toba.